# James Cook (Schiff)
Die James Cook ist ein britisches Forschungsschiff und Eigentum des britischen Forschungsrats Natural Environment Research Council; es wird vom National Oceanography Centre betrieben. Das Schiff ist nach dem englischen Seefahrer und Entdecker James Cook benannt.

## Geschichte
Das Schiff wurde im Juli 2004 bei der norwegischen Werft Flekkefjord Slipp & Maskinfabrik bestellt. Es wurde unter der Baunummer 185 gebaut. Der Rumpf wurde von der polnischen Crist-Werft in Gdynia zugeliefert. Der Bau des Schiffes begann im Januar 2005. Der Stapellauf erfolgte im Mai 2006, die Fertigstellung im August 2006. Als Baukosten wurden 40 Mio. £ angegeben. Getauft wurde das Schiff im Februar 2007, Taufpatin war HRH the Princess Royal. Seit März 2007 wird das Schiff, das auf der vom norwegischen Unternehmen Skipsteknisk AS entworfenen Schiffstyp ST-345 basiert und das Forschungsschiff Charles Darwin ersetzte, für Forschungsfahrten eingesetzt.
Besondere Beachtung erhielt beispielsweise eine Forschungsfahrt des Schiffes im Atlantischen Ozean, bei der Ende 2016 auf dem rund 500 km vor der nordwestafrikanischen Küste liegenden Tiefseeberg Tropic größere Vorkommen von Tellur und Cobalt entdeckt wurden. Tellur wird beispielsweise für die Herstellung von Fotodioden und Solarzellen, Cobalt unter anderem für die Herstellung von Akkumulatoren benötigt.

## Technische Daten und Ausstattung
Der Antrieb des Schiffes erfolgt dieselelektrisch. Für die Stromerzeugung stehen vier Wärtsilä-Dieselmotoren (Typ: 9L20) mit je 1.710 kW Leistung zur Verfügung. Die Motoren treiben Siemens-Generatoren an. Die Generatorsätze sind auf gummigefederten Fundamenten installiert, um die Geräuschabgabe ins Wasser zu minimieren. Der Antrieb erfolgt durch zwei Propeller, die von zwei Elektromotoren des Herstellers Westinghouse Motors mit jeweils 2.500 kW Leistung angetrieben werden. Zusätzlich verfügt das Schiff über vier Querstrahlsteueranlagen, zwei im Bug und zwei im Heck. Bei den Querstrahlsteueranlagen im Bug handelt es sich um ein Bugstrahlruder mit 1.200 kW Leistung sowie eine ausfahrbare Propellergondel mit 1.350 kW Leistung. Die Heckstrahlruder haben 800 und 600 kW Leistung. Das Schiff verfügt damit über ein System zur dynamischen Positionierung.
An Bord ist Platz für 54 Personen, davon 22 Besatzungsmitglieder und 32 Wissenschaftler. Für wissenschaftliche Arbeiten stehen acht Labore zur Verfügung. An Deck sind sieben Stellplätze für 20-Fuß-Container vorhanden, die je nach Forschungsauftrag auch für weitere Labore genutzt werden können. Das Schiff stellt 446 m2 offene Decksbereiche zur Verfügung.
Für die Forschung ist das Schiff mit unterschiedlichen Instrumenten ausgerüstet, darunter Sonar, Echolot, verschiedene Instrumente zur Beprobung und Winden sowie verschiedene Hebewerkzeuge und ein Heckgalgen. Das Schiff ist für den Einsatz von ROVs ausgestattet.
Das Schiff kann bis zu 50 Tage auf See bleiben. Der Rumpf des Schiffes ist eisverstärkt (Eisklasse C1).